# Pé torto
O pé torto ou pé boto é uma malformação congénita em que o pé se encontra torcido. Outras denominações que também são utilizadas são equinovaro congênito, tálipe equinovaro, pé torto idiopático e pé equinovaro supinado. Há muitas variedades de pé torto, consoante os graus relativos dos seus três componentes: equino, inversão e cavo. As causas não se encontram perfeitamente esclarecidas, mas há sem dúvida um fator genético. Outros casos de pé torto pensa-se serem devidos a pressão exercida pelo útero da mãe nos pés do bebé durante a gravidez.
A forma mais frequente e mais grave de pé boto é o desvio em equinovaro, em que o calcanhar está virado para cima e para dentro, enquanto o resto do pé se torce para baixo e para dentro. A arcada do pé está mais escavada do que o normal (pé cavo) e pode haver um atraso do desenvolvimento da musculatura da perna do mesmo lado. O pé boto equinovaro afeta duas vezes mais crianças do sexo masculino do que do sexo feminino e em metade dos casos ocorre nos dois pés.

## Causas
Existem diferentes causas para o pé torto:
- Síndrome de Edwards, um defeito genético no qual a pessoa tem três cópias do cromossomo 18.
- Uso de drogas nos 3 primeiros meses de gestação.
- Gene recessivo da família do pai.

## Tratamento

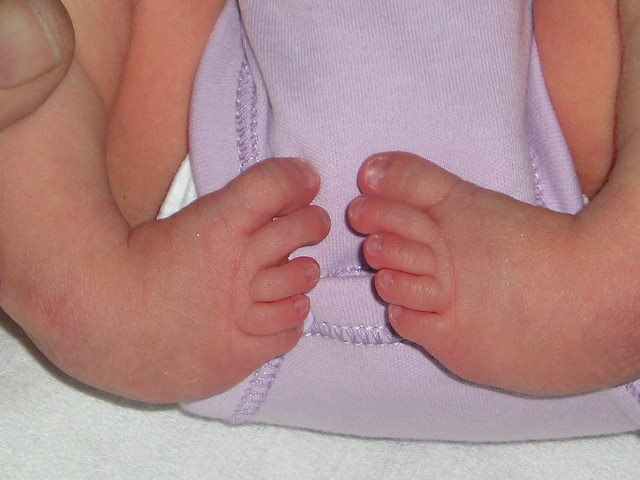

O tratamento do pé torto equinovaro, que deve iniciar-se preferencialmente logo após o parto, consiste em repetidas manipulações do pé e do tornozelo durante várias semanas. No intervalo entre as manipulações, o pé deverá ser mantido na posição correta por meio de uma imobilização por aparelho de gesso, tala metálica ou ligadura adesiva. Se este processo não resultar, está indicada a operação cirúrgica para seccionar ligamentos e tendões que estejam encurtados, imobilizando-se depois em aparelho de gesso durante pelo menos três meses. O tratamento iniciado depois dos dois anos já não consegue devolver ao pé a sua posição normal, mas a função pode ser melhorada por meio de uma osteotomia cuneiforme do tarso, uma transplantação de tendão de um osso para outro ou alongamento de tendão.
Outros tipos de pé torto podem ser normalmente corrigidos por meio de repetidas manobras de estiramento do pé, forçando-o até à posição normal. Por vezes, é necessária a imobilização em aparelhos de gesso sucessivos, que vão fixando os ganhos obtidos pela manipulação.